# Jean Alfred
Pour les articles homonymes, voir Alfred.
Jean Alfred, né le 10 mars 1940 à Ouanaminthe (Haïti) et mort le 20 juillet 2015 à Gatineau (Canada), est un enseignant et homme politique québécois.
De 1976 à 1981, il est le député péquiste de la circonscription de Papineau à l'Assemblée nationale du Québec. Il est le premier Noir élu à cette assemblée législative.

## Biographie
Né le 10 mars 1940 à Ouanaminthe en Haïti, Jean Alfred est le fils d'Horace Alfred, un boucher, et de Prunélie Océan, une commerçante. Il étudie d'abord chez les Frères de l'instruction chrétienne à Ouanaminthe et au Collège Saint-Louis-de-Gonzague à Port-au-Prince. Il obtient ensuite un baccalauréat en français en 1965 et une licence en philosophie de l'Université d'État d'Haïti en 1968. Il fait aussi un stage à l'Institut BRIC (Bureau de recherche et d'intervention clinique) à Montréal ainsi qu'au Bureau des langues à Ottawa. De plus, il obtient une maîtrise en psychopédagogie en 1971 et un doctorat en éducation de l'Université d'Ottawa en 1975. Il décroche enfin une maîtrise en gestion scolaire à l'Université d'Ottawa en 1981.
Il exerce le métier de professeur de français, de latin et de littérature française en Haïti pendant cinq ans. Il est également professeur au Québec à la Commission scolaire de l'Outaouais de 1969 à 1976. Le 26 février 1972, il épouse Michèle Vanier, à Gatineau. Il entre en politique en 1975 comme conseiller municipal de la ville de Gatineau. Il quitte ce poste en 1976 et, lors des élections générales québécoises de 1976, se présente pour le Parti québécois dans la circonscription de Papineau. Il gagne un siège à l'Assemblée nationale du Québec et devient ainsi devient le premier Noir élu à ce parlement.
Il siège comme indépendant à partir du 29 août 1980, mais réintègre le caucus du Parti québécois le 10 mars 1981. Il perd son élection dans la circonscription de Chapleau lors des élections générales québécoises de 1981. Ensuite, il est candidat déchu du Parti québécois aux élections générales québécoises de 1989, et candidat défait à l'investiture du Parti québécois dans Sauvé en 1994 et à celle du Bloc québécois dans la circonscription fédérale de Repentigny en 1997.
Il retourne à l'enseignement après sa carrière politique. Il est professeur de français à Casablanca au Maroc, en 1983 et en 1984, et de psychopédagogie à l'École normale supérieure de Marrakech, de 1984 à 1986.
Jean Alfred meurt à Gatineau, le 20 juillet 2015, à l'âge de 75 ans.

## Résultats électoraux
|                                                                                               | Nom                  | Parti           | Nombre de voix | %      | Maj.  |
| --------------------------------------------------------------------------------------------- | -------------------- | --------------- | -------------- | ------ | ----- |
|                                                                                               | John Kehoe (sortant) | Libéral         | 15 569         | 55,2 % | 2 954 |
|                                                                                               | Jean Alfred          | Parti québécois | 12 615         | 44,8 % | -     |
| Total                                                                                         | Total                | Total           | 28 184         | 100 %  |       |
| Le taux de participation lors de l'élection était de 63,9 % et 809 bulletins ont été rejetés. |                      |                 |                |        |       |

|                                                                                               | Nom                  | Parti              | Nombre de voix | %      | Maj.  |
| --------------------------------------------------------------------------------------------- | -------------------- | ------------------ | -------------- | ------ | ----- |
|                                                                                               | John J. Kehoe        | Libéral            | 15 364         | 53,4 % | 2 484 |
|                                                                                               | Jean Alfred          | Parti québécois    | 12 880         | 44,8 % | -     |
|                                                                                               | André Lortie         | Union nationale    | 413            | 1,4 %  | -     |
|                                                                                               | Christine Dandenault | Marxiste-léniniste | 95             | 0,3 %  | -     |
| Total                                                                                         | Total                | Total              | 28 752         | 100 %  |       |
| Le taux de participation lors de l'élection était de 76,4 % et 237 bulletins ont été rejetés. |                      |                    |                |        |       |

|                                                                                                 | Nom              | Parti                    | Nombre de voix | %      | Maj. |
| ----------------------------------------------------------------------------------------------- | ---------------- | ------------------------ | -------------- | ------ | ---- |
|                                                                                                 | Jean Alfred      | Parti québécois          | 12 967         | 36,3 % | 67   |
|                                                                                                 | Normand Racicot  | Libéral                  | 12 900         | 36,1 % | -    |
|                                                                                                 | Sylvio Huneault  | Union nationale          | 7 483          | 21 %   | -    |
|                                                                                                 | Herbert Carriere | Ralliement créditiste    | 1 947          | 5,5 %  | -    |
|                                                                                                 | Gilbert Dupuis   | Parti national populaire | 409            | 1,1 %  | -    |
| Total                                                                                           | Total            | Total                    | 35 706         | 100 %  |      |
| Le taux de participation lors de l'élection était de 79,6 % et 1 385 bulletins ont été rejetés. |                  |                          |                |        |      |

## Hommages
Le pont Jean-Alfred, qui franchit la rivière de la Petite Nation entre Lochaber et Plaisance est nommé en son honneur en février 2019.